# Noble Air
Noble Air war eine in Istanbul ansässige türkische Fluggesellschaft, die ihren Betrieb im Jahr 1991 eingestellt hat.

## Geschichte
Noble Air wurde im Januar 1989 von dem türkischen Unternehmer Asil Nadir gegründet, der Beteiligungen an mehreren türkischen und britischen Reiseveranstaltern besaß. Die Aufnahme des Flugbetriebs erfolgte am 24. März 1989 mit zwei langfristig geleasten Boeing 727-200, die anfänglich auf IT-Charterflügen von Düsseldorf, Hamburg, Frankfurt sowie von britischen Flughäfen in die Türkei und nach Nordzypern zum Einsatz kamen. Ab November 1989 führte Noble Air auch Linienflüge vom Flughafen London-Gatwick nach Istanbul durch.
Die Gesellschaft stellte bis August 1990 vier weitere geleaste Boeing 727 in Dienst, mit denen unter anderem auch Amsterdam und Brüssel angeflogen wurden. Ab Herbst 1990 brachen die Buchungszahlen für Urlaubsreisen in die Türkei durch den Ausbruch des Zweiten Golfkriegs stark ein. Die wirtschaftliche Situation der Noble Air verschlechterte sich dadurch zunehmend. Aufgrund der Auftragsrückgänge wurden Anfang 1991 zwei Boeing 727 an Istanbul Airlines vermietet und zudem Liniendienste innerhalb der Türkei aufgenommen. Die zunehmende Konkurrenz im Urlaubsreiseverkehr und die zu geringe Auslastung der Linienflüge führten im Verlauf des Jahres 1991 zu erheblichen Finanzierungsengpässen, die wegen des geringen Eigenkapitals nicht kompensiert werden konnten. Noble Air stellte ihren Flugbetrieb im Dezember 1991 ein. Die Gesellschaft plante, ab März 1992 erneut Charterdienste anzubieten, konnte dieses Ziel aber nicht realisieren und meldete stattdessen Insolvenz an.